# جوزيف كرولي
جوزيف كرولي (بالإنجليزية: Joseph Crowley )‏ (و. 1962  م) هو سياسي أمريكي، ولد في نيويورك، هو عضوٌ في الحزب الديمقراطي الأمريكي.

## مناصب
تولى منصب عضو مجلس النواب الأمريكي (3 يناير 2017–3 يناير 2019)
- عضو مجلس النواب الأمريكي (6 يناير 2015–3 يناير 2017)[2]
- عضو مجلس النواب الأمريكي (3 يناير 2013–3 يناير 2015)[2]
- عضو مجلس النواب الأمريكي (5 يناير 2011–3 يناير 2013)[2]
- عضو مجلس النواب الأمريكي (6 يناير 2009–3 يناير 2011)[2]
- عضو مجلس النواب الأمريكي (4 يناير 2007–3 يناير 2009)[2]
- عضو مجلس النواب الأمريكي (4 يناير 2005–3 يناير 2007)[2]
- عضو مجلس النواب الأمريكي (7 يناير 2003–3 يناير 2005)[2]
- عضو مجلس النواب الأمريكي (3 يناير 2001–3 يناير 2003)[2]
- عضو مجلس النواب الأمريكي (6 يناير 1999–3 يناير 2001)[2]
- عضو جمعية ولاية نيويورك (1986–1998).[2]

## التعليم
تعلم في كلية كوينز، جامعة مدينة نيويورك، وتحصل منها على بكالوريوس في الفنون (حتى 1985)، وPower Memorial Academy ‏ (حتى 1981).